# Dunbar Barton
Sir Dunbar Plunket Barton, 1. Baronet (født 29. oktober 1853, død 11. september 1937) var en britisk-irsk politiker, dommer og forfatter.
Barton havde høje embeder. Han var konservativt medlem af Underhuset fra 1893 til 1900, og fra 1900 til 1918 var han medlem af den irske højesteret. Han havde derudover videnskabelige og kulturelle interesser. Han beskrev den svenske konge Karl 14. Johan i værkerne Bernadotte, The First Phase, 1763–1799 (1914), Bernadotte and Napoleon, 1800–1810 (1921) og Bernadotte, Prince and King, 1810–1844 (1925). I forkortet form udgav Barton disse værker i 1929 som en omfattende samlet biografi under titlen The Amazing Career of Bernadotte, 1763 to 1844 (1929; ny udgave 1930).